# Roggel en Neer
Roggel en Neer (uitspraakⓘ) (Limburgs: Roggel en Naer) is een voormalige gemeente in de Nederlandse provincie Limburg.
Op 1 januari 1991 ontstond deze gemeente bij de fusie van de gemeenten Roggel en Neer. Op 1 januari 2007 is de gemeente Roggel en Neer samengevoegd met de gemeenten Heythuysen, Haelen en Hunsel tot een nieuwe gemeente. De vier gemeenten kozen Leudal als naam voor de nieuwe gemeente.
Tijdens de zestien jaar die deze gemeente bestond was Sjef Peeters de burgemeester; al was hij dat vanaf oktober 2003 vanwege het bereiken van de pensioengerechtigde leeftijd als waarnemend burgemeester.

## Kernen
Ten tijde van haar opheffing bestond de gemeente uit de volgende kernen:
- Heibloem
- Neer
- Roggel

Het gemeentehuis bevond zich te Roggel.
Dorpen: Baexem · Buggenum · Ell · Grathem · Haelen · Haler · Heibloem · Heythuysen · Horn · Hunsel · Ittervoort · Kelpen-Oler · Neer · Neeritter · Nunhem · Roggel

Buurtschappen: Aan de Bergen · Aan het Broek · Achter het Klooster · Asbroek · Beekkant · Berik · Blenkert · Brumholt · Caluna · Castert · De Horck · Dries · Eiland · Eind · Ellerhei · Gendijk · Geneijgen · Gerhegge · Haelense Broek · Hanssum · Heiakker · Heide (Heythuysen) · Heide (Roggel) · Heioord · Heugde · Hoek · Hollander · Hoogschans · Hoogstraat · De Horck · Kappert · Karreveld · Keizerbos · Kinkhoven · Laak · Maxet · Mortel · Nijken · Op de Bos · Ophoven · Overhaelen · Roligt · Santfort (deels) · Schaapsbrug · Schans (Ell) · Schans (Roggel) · Schillersheide · Smidstraat · Strubben · Uffelse · Venne · Vestjenshoek · Vlaas · Waije

Voormalige gemeenten: Haelen · Heythuysen · Hunsel · Roggel en Neer

Limburg: Steden en dorpen      Nederland: Provincies · Gemeenten